# Pygopleurus humeralis
Pygopleurus humeralis is een keversoort uit de familie Glaphyridae. De wetenschappelijke naam van de soort is voor het eerst geldig gepubliceerd in 1832 door Brulle.